# Pantalica (Siedlung)
Pantalica war eine bedeutende spätbronzezeitliche und früheisenzeitliche Siedlung auf Sizilien.

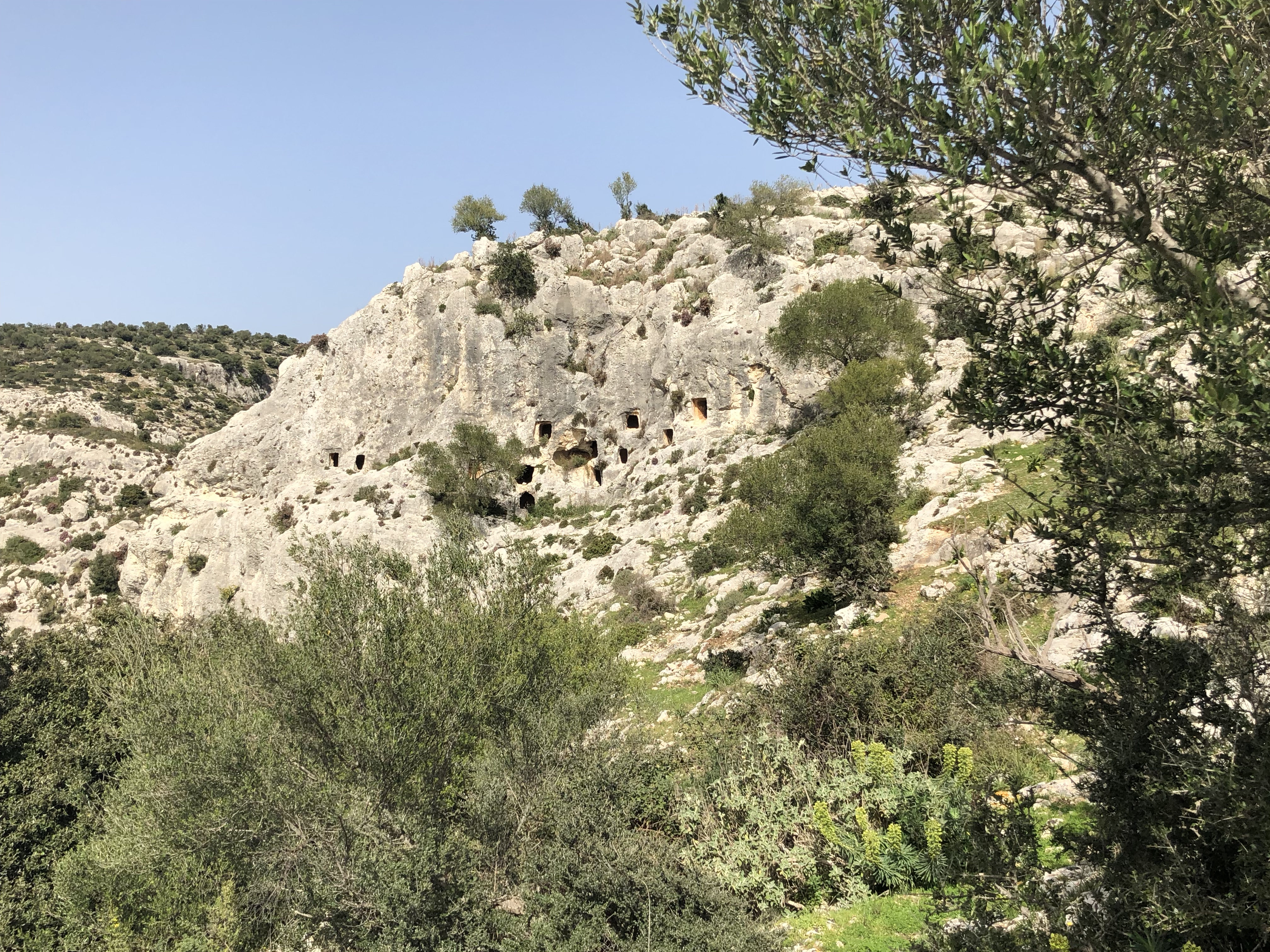
Felsgräber der Nekropole von Pantalica

Pantalica lag im Hinterland des späteren Syrakus auf einer Plateaufläche von etwa acht Hektar. Es wurde durch tief einschneidende Täler geschützt, war nur über einen schmalen Bergsattel mit dem übrigen Umland verbunden und damit auf natürliche Weise besonders geschützt. Von der Siedlung sind heute nur noch Reste des sogenannten anáktoron sowie die Nekropole erhalten, die 2006 gemeinsam mit dem antiken Syrakus als Syrakus und die Felsnekropole von Pantalica zum UNESCO-Welterbe ernannt wurde. Im anáktoron fand man Wohnräume und eine Werkstatt zur Verarbeitung von Bronze. Die eigentliche archäologische Bedeutung liegt jedoch in der Nekropole und ihren Funden. Die Funde zeigen, dass hier der Hauptort der nach diesen Funden benannten Pantalica-Kultur war.

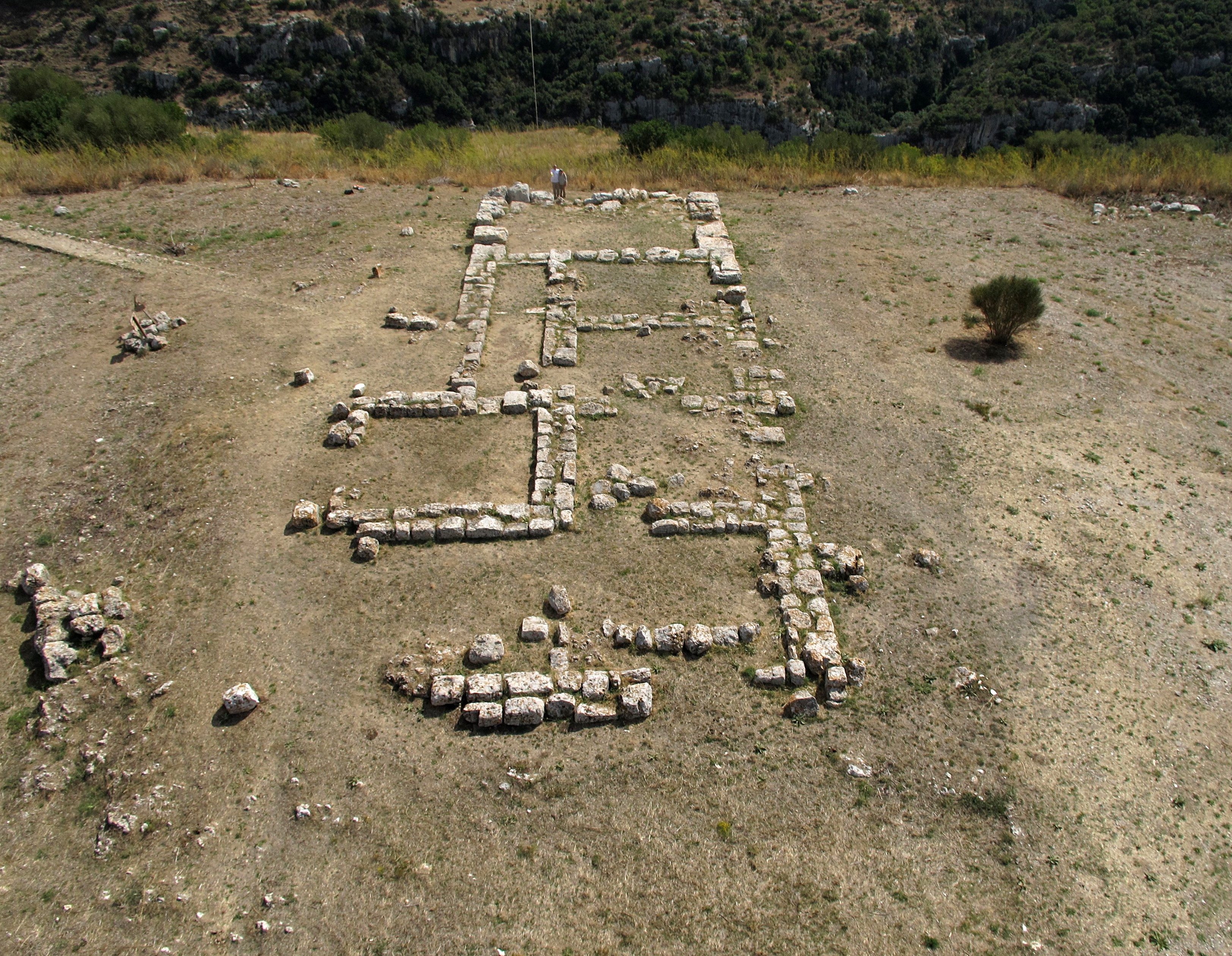
Luftbild des Königspalastes („Anaktoron“) von Südosten gesehen

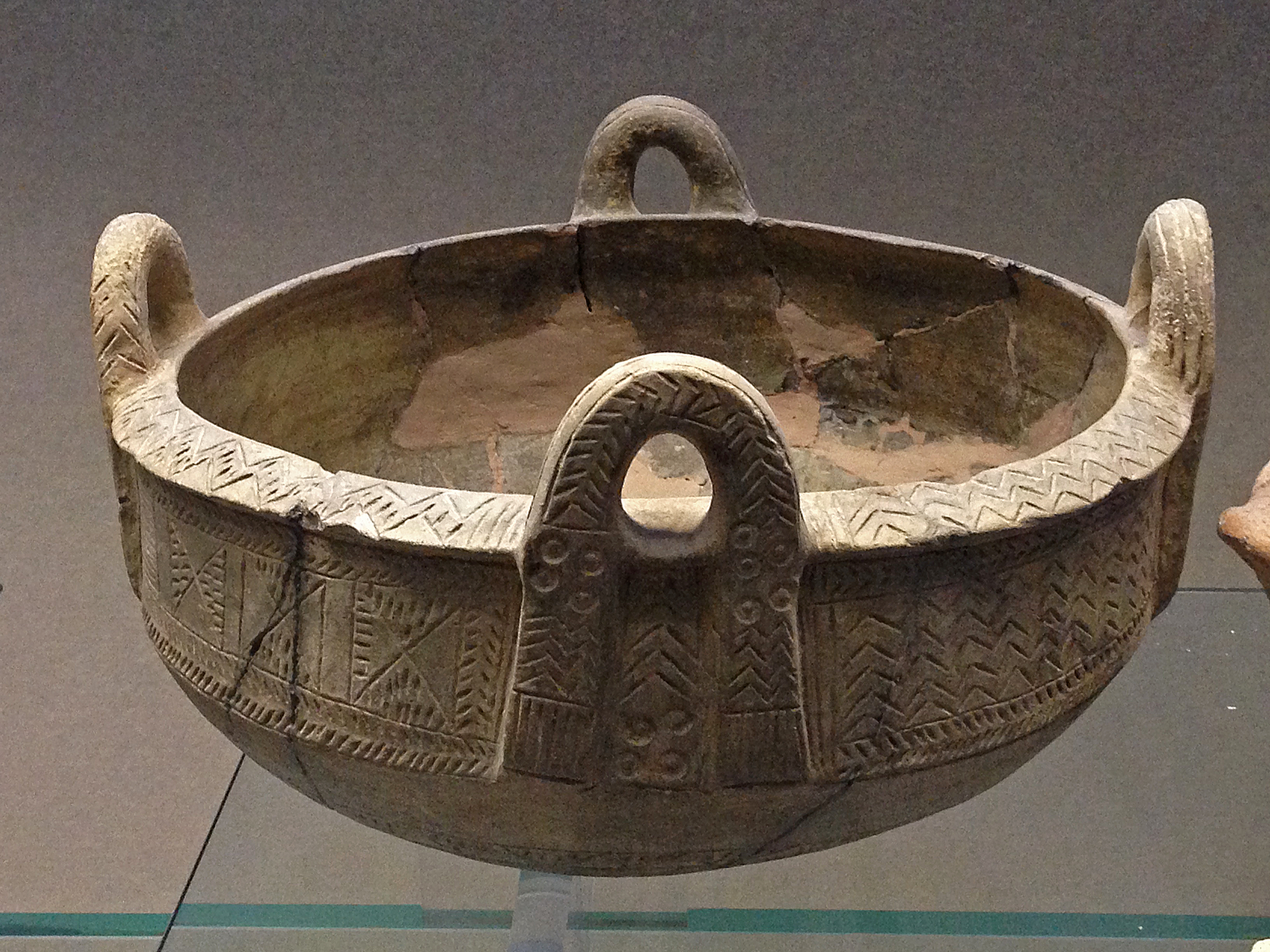
Keramikkessel mit eingeritzten Verzierungen aus der Südnekropole von Pantalica

Die Siedlung war vom 13. Jahrhundert v. Chr. bis ins 7. Jahrhundert v. Chr. ohne Unterbrechungen von einer unbekannten Bevölkerungsgruppe besiedelt. Mit der Gründung von Syrakus begann der Niedergang und einige Zeit später die Aufgabe der Siedlung. In byzantinischer bis in die arabische Zeit kam es zu einer erneuten Ansiedlung auf dem Gebiet Pantalicas. Möglicherweise ist Pantalica mit dem vorgriechischen Hybla Geleatis identisch.